# Río Paute
El río Paute es un río ubicado en las provincias del Azuay, Cañar y Morona Santiago en Ecuador. Es un afluente del río Namangoza  Río Namangoza es un río en Morona Santiago, Ecuador. Río Namangoza se encuentra cerca de la aldea Kuankus y de la localidad los Tayos. a su vez es afluente del río Santiago que luego desemboca en el río Marañón, el cual termina en el río Amazonas y este en el océano Atlántico.
El río se origina por la unión del río Cuenca y el río Santa Bárbara en la parte sur de los Andes ecuatorianos, en la parte norte de la provincia del Azuay, luego pasa a ser el límite entre las provincias del Azuay y Cañar, y después desciende hacia la Amazonía ecuatoriana en la provincia de Morona Santiago. El área de la cuenca del río Paute es de 6 439 km².
Debido a la fuerte pendiente en el descenso en el sector de la Cola de San Pablo, en un tramo de 13 km hay un desnivel de cerca de 1000 m, en este río se construyó el Complejo Hidroeléctrico Paute Integral, que genera la mayor parte de la energía eléctrica del país. La represa de Paute la mayor productora del complejo.
El río también es recordado por el Desastre de la Josefina. El 29 de marzo de 1993, en el sector de La Josefina al este de Cuenca, en la cuenca media del Paute. Se produjo un macro deslizamiento del Cerro Tamuga de 30 millones de m³, el cual provocó el represamiento de los ríos Cuenca y Jadán con un volumen aproximado de 200 millones de m³ de agua, almacenados por el lapso de un mes. Finalmente el 1 de mayo se reabrió el flujo de agua. La tragedia afectó gravemente al cantón Paute, sin embargo, la inundación no llegó a la ciudad de Cuenca. Además cortó las principales vías de comunicación del sur del país con el norte incluyendo la carretera Panamericana y el ferrocarril, y mientras que la carretera fue reparada el ferrocarril no ha funcionado desde ese momento.